# Шенелет
Шенелет (фр. Chénelette) насеље је и општина у источној Француској у региону Рона-Алпи, у департману Рона која припада префектури Вилфранш сир Саон.
По подацима из 2011. године у општини је живело 319 становника, а густина насељености је износила 28,95 становника/km². Општина се простире на површини од 11,02 km². Налази се на средњој надморској висини од 660 метара (максималној 940 m, а минималној 552 m).

## Демографија
| 1962. | 1968. | 1975. | 1982. | 1990. | 1999. | 2011. |
| ----- | ----- | ----- | ----- | ----- | ----- | ----- |
| 266   | 293   | 277   | 270   | 284   | 315   | 319   |

График промене броја становника у току последњих година